# Новоурайкино
Новоурайкино — деревня в Красноярском районе Самарской области в составе сельского поселения Новый Буян.

## География
Находится на расстоянии примерно 37 километра по прямой на северо-запад от районного центра села Красный Яр.

## История
В 1814 году на эту землю были «водворены» семьи трёх отставных башкирских солдат (эту дату считается временем основания села). В следующие несколько лет из деревни Урайкино, стала называться Старой Урайкино, ныне Татарское Урайкино (Иске Кызылсу) сюда переехала основная масса первопоселенцев, поэтому деревня стала называться Новое Урайкино.
В 1825 году была построена первая деревянная мечеть.
На 1859 год деревня Новое Урайкино была в Ставропольском уезде Самарской губернии.
14 мая 1879 года в Новой Урайкине случился опустошительный пожар. В 1881 году в Новой Урайкине, примерно в 50 метрах от старой, появилась новая мечеть, которую, по решению Ново-Буянского райисполкома, была разрушена в июне 1962 года.
В 1929 году организовали колхоз «Труд», который в результате укрупнения вошёл в состав самого большого в Самарской области картофелеводческого хозяйства — совхоза им. Максима Горького.
На фронтах в годы Великой Отечественной войны сражались 60 человек.
В 1975 году в селе построена неполная средняя школа, где обучались дети из Новоурайкино и соседнего села Михайловка.
19 ноября 1989 года в селе открылась новая мечеть, построенная жителями.

## Население
В 1834 году здесь насчитывалось 17 домохозяйств и проживало 163 человека.
Постоянное население составляло 204 человека (татары 97 %) в 2002 году, 134 в 2010 году. Местное население относится к мишарям.